# 잘츠베델

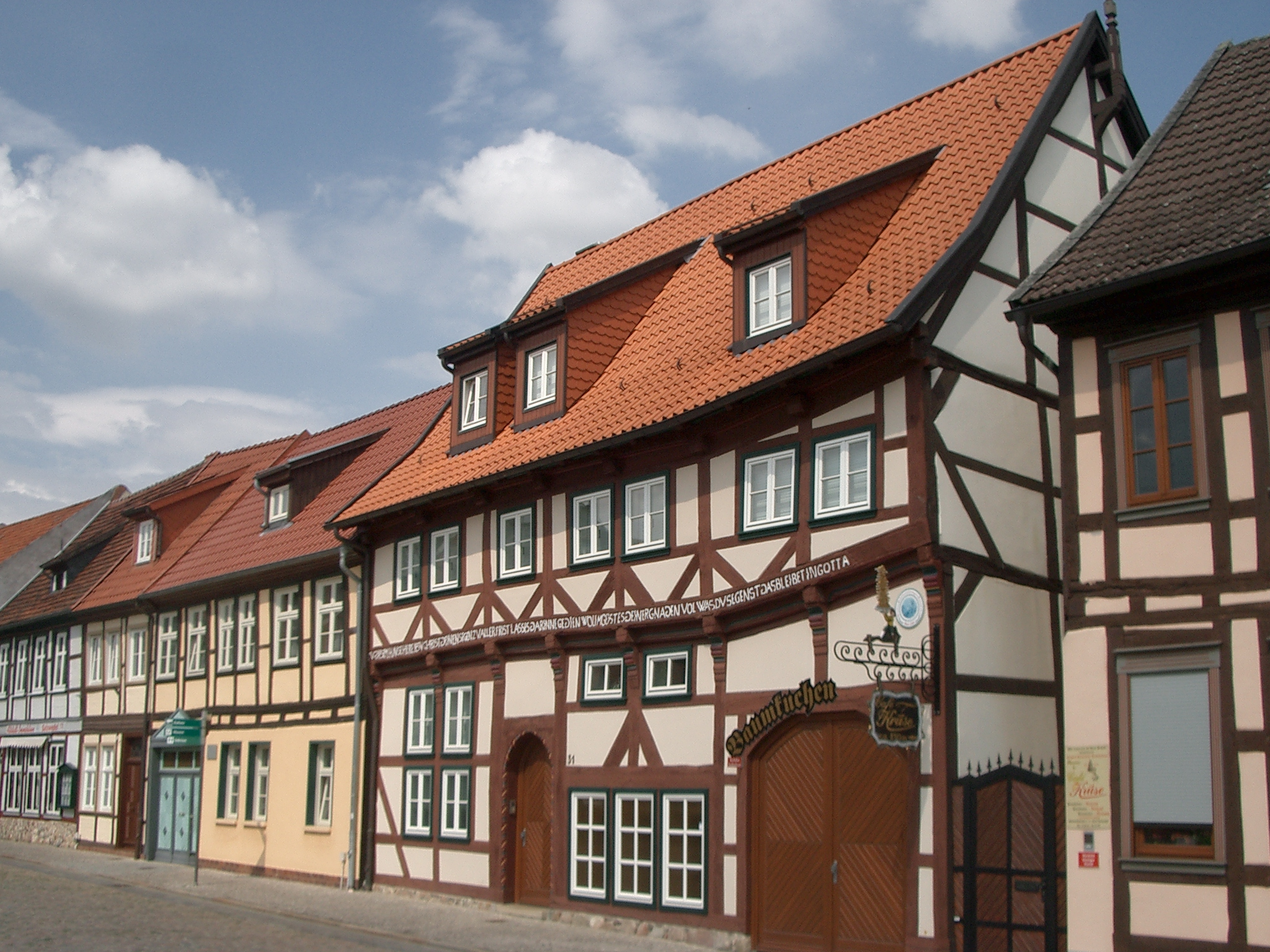
잘츠베델

잘츠베델(독일어: Salzwedel, 정식 명칭: 한자 동맹 도시 잘츠베델(Hansestadt Salzwedel))은 독일 작센안할트주에 위치한 도시로 면적은 304.53km2, 인구는 24,410명(2015년 12월 31일 기준), 인구 밀도는 80명/km2이다. 함부르크와 마그데부르크 사이에 위치한다. 1263년부터 1518년까지는 한자 동맹에 가맹한 도시로 남아 있었다.

시기
시 문장